# J. Phillipi
J. Phillipi, conosciuto anche solo come Phillipi (fl. XIX-XX secolo), è stato un attore britannico che lavorò brevemente anche per il cinema all'epoca del muto.
Attore comico, negli anni dieci fu protagonista di una serie di cortometraggi dove interpretava il personaggio di Bumbles, diretto da W.P. Kellino, un regista e produttore che proveniva dal circo e che si era specializzato in scenette comiche, le prime farse del cinema britannico. 

## Filmografia
- Bumbles' Walk to Brighton, regia di W.P. Kellino (1913)
- Bumbles' Diminisher, regia di W.P. Kellino (1913)
- Bumbles' Radium Minstrels (1913)
- Bumbles' Goose (1913)
- Bumbles Becomes a Crook (1913)
- Bumbles, Photographer (1913)
- Bumbles and the Bass (1913)
- Bumbles' Holiday, regia di W.P. Kellino (1913)
- Bumbles' Electric Belt (1913)
- Bumbles Goes Butterflying (1914)
- Bumbles' Appetite (1914)
- Billy the Truthful, regia di W.P. Kellino (1917)